# Ereveld Menteng Pulo
Ereveld Menteng Pulo is een erebegraafplaats in Jakarta op het Indonesische eiland Java.
Dit ereveld is uitsluitend voor Nederlandse oorlogsslachtoffers en militairen. Bij het ereveld staat een kerk, een zogenaamde simultaankerk. Deze bevat 700 urnen van Nederlandse krijgsgevangenen. Op het ereveld zelf bevinden zich ook nog 4.300 graven van Nederlandse burgers die omkwamen tijdens politieke acties.

## Alhier begraven
- Generaal S. Spoor
- Eerste luitenant J.A. de Jong
- Luitenant-kolonel A.L. Gortmans
- Soldaat-eerste-klas G.D. Deen
- Tweede luitenant C. van der Weiden
- Sgt.Inf.  Karel Rosdorff
- Dienstplichtig korporaal Antonius Joannes Henricus Tullemans
- Soldaat Artillerie  W.H. Verhoeven
- Luitenant-kolonel Reinier Emil Jessurun[1]